# Tex Rubinowitz

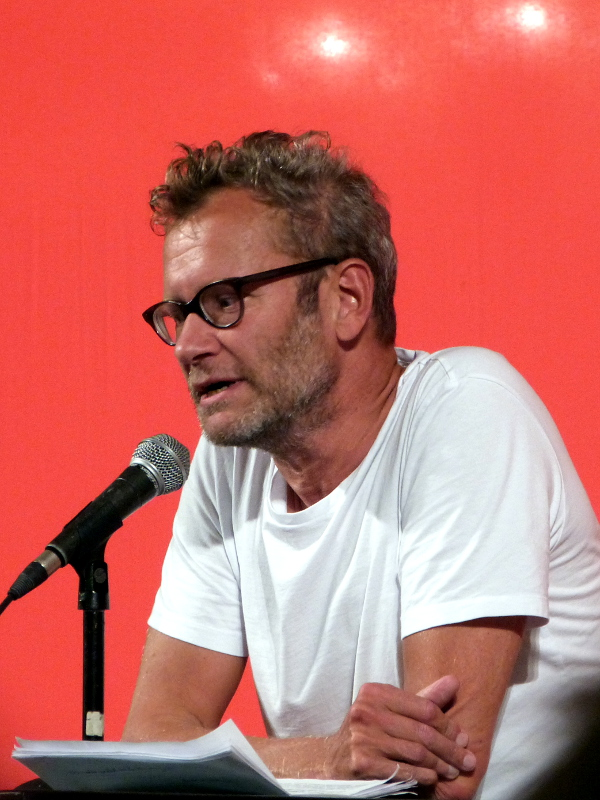
Tex Rubinowitz (2014)

Tex Rubinowitz (* 5. Dezember 1961 in Hannover; eigentlich Dirk Wesenberg) ist ein deutscher Zeichner, Maler, Cartoonist, Reisejournalist, Theaterautor und Schriftsteller. Er lebt seit 1984 in Wien.

## Leben
Tex Rubinowitz verbrachte den größten Teil seiner Kindheit und Schulzeit in Lüneburg. Nach seinem Schulabbruch 1978 arbeitete er in verschiedenen Berufen, unter anderem als Molkereifacharbeiter und bei der Bezirksregierung Lüneburg als Aktenträger. 1982 leistete er beim Marinefliegergeschwader 2 in Tarp seinen Militärdienst ab. In dieser Zeit wurde er zum Bremsschirmpacker ausgebildet. 1984 zog er nach Wien, wo er ein Kunststudium bei Professor Oswald Oberhuber begann. Er brach dieses jedoch nach einer Woche ab und begann für den Falter zu zeichnen. Rubinowitz gab Ende der achtziger Jahre das Fanzine Amerikanische Krankenhaus Zeitung heraus, das gleichzeitig mit dem um einiges bekannteren Berliner Fanzine Ich und mein Staubsauger erschien. Zwischen beiden Publikationen herrschte ein reger Autorentransfer (z. B. Max Goldt). Vermittels einer Empfehlung von Robert Gernhardt kam Rubinowitz zum Haffmans Verlag in Zürich, wo er u. a. zwei Ausgaben des Periodikums Der Rabe herausgab und an weiteren Nummern mitarbeitete. Dabei vermittelte er dem Verlag die Autoren Mauri Antero Numminen und Joachim Lottmann. Als Schauspieler arbeitete er u. a. mit Kurt Palm und Hermes Phettberg und spielte 1995 im amerikanischen Film Before Sunrise eine Nebenrolle, die er selbst schrieb. Mit Gerhard Potuznik gründete er die Band Mäuse. Beide betreiben auch das Musiklabel Angelika Köhlermann. Rubinowitz ist Mitbegründer des Internetforums Höfliche Paparazzi.
Als Cartoonist veröffentlichte oder veröffentlicht er regelmäßig in Falter, Frankfurter Allgemeine Sonntagszeitung, Der Standard, Titanic, Kurier, Spiegel Online. Als Reisejournalist publiziert er regelmäßig im Falter sowie im ebenfalls in Wien erscheinenden Reisemagazin. Rubinowitz schreibt außerdem regelmäßig Beiträge für das kollektive Weblog Riesenmaschine. Für das Wiener Unternehmen Trześniewski hat er die Cartoons für die „unaussprechlich gute“ Werbekampagne gezeichnet. Rubinowitz ist außerdem Mitautor der neu aufgelegten ORF-Fernsehsendung Willkommen Österreich, die seit Mai 2007 gesendet wird, dort trat er bis 2008 auch allwöchentlich als Frank Baumann, der Mann im Schrank auf. Seit 2015 rezensiert er auf Spiegel Online in der Rubrik Abgehört Neuveröffentlichungen populärer Musik.
Seit 2010 ist er Kurator der Ausstellungsreihe Im Zeichenraum in der Wiener Galerie Christine König. Seit 2011 schreibt er in unregelmäßigen Abständen eine Kunstglosse für den Newsletter der Kunstplattform Lower Austria Contemporary. Der Comic Im Museum (2012) von Katz & Goldt zeigt einen Falter-Cartoon von Rubinowitz als Kunstwerk in einem Museum. Bei zwei Büchern von Roz Chast (Text und Bild: Roz Chast) übernahm er jeweils das Lettering der deutschen Ausgabe.
2014 wurde er für seinen Text Wir waren niemals hier mit dem Ingeborg-Bachmann-Preis ausgezeichnet.

## Plagiatsvorwürfe
Am 30. Januar 2015 erschien im Magazin der Süddeutschen Zeitung sein Artikel Der Mozart unter den Texten zum Phänomen der Vossianischen Antonomasie. Viele seiner Beispiele hatte er ohne Quellenangabe aus dem Feuilletonblog Der Umblätterer übernommen, welches wiederum solche Beispiele ohne erkennbare Quellenangabe über mehrere Jahre gesammelt hatte. Außerdem hatte er eine Definition der Antonomasie wortgleich und ohne Kennzeichnung aus der Wikipedia übernommen. In der folgenden Diskussion versprach Rubinowitz, die Hälfte seines Honorars der Wikimedia-Stiftung zu spenden.
Am 18. August 2015 konstatierten zwei der Betreiber des Blogs Die Umblätterer in der Frankfurter Allgemeinen Zeitung, dass Rubinowitz in seinem Werk Irma vielfach Auszüge aus Wikipedia-Artikeln nahezu wortgleich übernommen habe. Da diese Übernahmen im Gegensatz zu anderen Quellen im „recht kleinteilige[n] Quellenverzeichnis“ nicht nachgewiesen werden, handele es sich um ein Plagiat.

## Ausstellungen
Einzelausstellungen:
- Bekotung von Wiener/-in, Basta und News (mit Ostermayer/Phettberg), ErotiKreativ des WUK, Wien 1992
- Twistory; Die Geschichte des Twists. Neue Galerie am Landesmuseum Joanneum, Graz 1999
- Und für Leute, die überhaupt nicht lesen können, ist die Zigarette durchgestrichen. Caricatura, Kassel 1999; Palais Palffy, Wien 2000
- Auf der Uni gibts Gratis-Rettich. Christine König Galerie, Wien 2004
- Ich könnte vor lauter Kraft ein Lyrikbändchen von Rilke zerreißen. Galerie Hauptmann & Kampa, Zürich 2007
- BEND IT · An exhibition on the role of music in the work of Gilbert & George. Christine König Galerie, Wien 2011
- Sülze macht Asbest stumpf. Galerie Truk Tschechtarow, München 2011
- Beim DNA Test durchgefallen, Kunst Verein Baden, Baden 2012
- Der Sommer soll warten, Kultur-Point Spittelau, Wien 2013
- Du hast es vermasselt, Samstag-Shop, Wien 2014
- Schnupfen gibt´s erst wieder im Herbst, Galerie Freihausgasse, Villach 2015
- The Nul-Pointers – Beitrag zum Song Contest, Leopold Museum, Wien 2015
- Welche Farbe ist heute? Galerie Melike Bilir, Hamburg 2019
- Beleidigt seit 1961, Galerie Crone, Wien 2021
- Du hast es vermasselt II, Kunsthaus Köflach, Köflach 2021
- Stickstoff, Galerie Rauminhalt, Wien, 2023
- Stickstoff II, Galerie Rauminhalt, Wien, 2024
- Sind wir alle endlich glücklich? Galerie Melike Bilir, Hamburg, 2024
- Kartoffeln machen Druck von unten, Wilhelm Busch Museum, Hannover, 2025

Gruppenausstellungen:
- Ich Tarzan – Du Felix Austria? Christine König Galerie, Wien 2001
- Zünd Ab. Kunstverein ArtHAUS, Ahaus 2003
- Batzen, Wuschel und Zapfen. Wien Museum, Wien 2004/05
- Scharfes Auge. Christine König Galerie, Wien 2006
- (un)ernste Spiele. Kulturverein Schloss Goldegg, Goldegg 2010
- History in Fashion. Grassi Museum für Angewandte Kunst, Leipzig 2020
- Leben im Mond. Ausstellungshaus Spoerri, Hadersdorf 2021
- End of Psüch. Galerie Melike Bilir, Hamburg 2021
- Animal Farm, Deutschvilla, Strobl, 2025

## Theaterstücke
- Die Derbrüsslerplage; UA: 18. Januar 1990, Konzerthaustheater, Wien, Regie: Christian Ankowitsch
- Discotod in Meidling; UA: 18. Oktober 2014, Werk X, Wien, Regie: Harald Posch
- Sherlock Holmes; UA: 16. Dezember 2021, Werk X, Wien, Regie: Ursula Leitner
- Volker; UA: 12. März 2022, Theater Praesent, Innsbruck, Regie: Elke Hartmann
- Blumen am Arsch der Hölle: UA: 23. Juni 2023, Werk X, Wien, Regie: Tex Rubinowitz

## Veröffentlichungen
- Die Invasion der grünen Fussel; Falter, Wien 1986
- Aus der Toilette kamen Wischgeräusche; Vorw.: Max Goldt. Falter, Wien 1992
- Auf falbem Laube; Falter, Wien 1993
- Verschollen in der Anstalt. Aufzeichnungen des Volontairs Schubal (mit Erich Möchel); Deuticke Verlag, Wien 1993
- Die sexuellen Phantasien der Kohlmeisen. Listen, die die Welt erklären (mit Jörg Metes); Kiepenheuer & Witsch, Köln 1997
- Und für Leute, die überhaupt nicht lesen können, ist die Zigarette durchgestrichen. Ca. 213 Witze und 3 Novellen auf 160 Seiten; Haffmans, Zürich 1999
- Twistory – Die Geschichte des Twists; Verlag Neue Galerie, Graz 1999
- Der Rabe, Nr. 58, Der Erste-Mal-Rabe (Hg. mit Heiko Arntz); Haffmans, Zürich 2000
- Der Rabe, Nr. 60, Der Punk und Bärte Rabe (Hg. mit Max Goldt); Haffmans, Zürich 2000.
- Wie Franz Beckenbauer mir einmal viel zu nahe kam. Höfliche Paparazzi und ihre kuriosen Begegnungen mit Prominenten (Hg. mit Christian Ankowitsch); Eichborn, Frankfurt 2004
- Auf der Uni gibts Gratis-Rettich. 158 Zeichnungen und 1 Nachwort; Falter, Wien 2005
- Das staubige Tier. Über Wien und unter Wien; Falter, Wien 2006
- Halt mal, Schatz (Jochen Malmsheimer, illustriert von Tex Rubinowitz); Droemer Knaur, München 2006
- War Mozarts Vogel ein Genie? (Kurt Palm, illustriert von Tex Rubinowitz); Residenz, Wien 2007
- Supatopcheckerbunny & Hilfscheckerbunny: Was wir uns überlegt haben zu verschiedenen Themen! (Ulrike Sterblich und Stese Wagner, illustriert von Tex Rubinowitz und Rattelschneck); Fischer, Frankfurt 2008
- Ramses Müller; Roman, Eichborn, Frankfurt am Main 2009, ISBN 978-3-8218-6104-3
- Der Bremsenflüsterer. Nachrichten von unterwegs; Falter, Wien 2009, ISBN 978-3-85439-419-8
- Rumgurken. Reisen ohne Plan, aber mit Ziel; Rowohlt, Reinbek bei Hamburg 2012, ISBN 978-3-499-25775-9
- Die sieben Plurale von Rhabarber; Rowohlt, Reinbek bei Hamburg 2013, ISBN 978-3-499-61568-9
- Irma; Rowohlt, Reinbek bei Hamburg 2015, ISBN 978-3-498-05799-2
- Die Fliegen; Rowohlt, E-Book, Reinbek bei Hamburg 2016, ISBN 978-3-644-05441-7
- Lass mich nicht allein mit ihr; Rowohlt, Reinbek bei Hamburg 2017, ISBN 978-3-498-09355-6
- Wilbur, Die seltsam fremde Welt eines Schneemanns in der Wüste, Falter, Wien 2018, ISBN 978-3-85439-619-2.
- Stickstoff, Sonderzahl, Wien 2024, ISBN 9783854496472
- Dreh den Mond um, Ventil, Mainz, 2024, ISBN 978-3-95575-230-9

## Diskografie
Alben mit Mäuse:
- John Lennon beim Betreten einer Bar in New York, Gig Records, 1994
- Teen Riot Günther Strackture, Morbid, 1996
- Made in Japan, Morbid, 1997
- Das Judasevangelium, Vienna Wildstyle, 2013